# Laskarevo
Laskarevo (în bulgară Ласкарево) este un sat în Obștina Sandanski, Regiunea Blagoevgrad, Bulgaria.

## Demografie
Componența etnică a satului Laskarevo
     Bulgari (96,58%)
     Nicio identificare (3,41%)
     Altele (0%)
La recensământul din 2011, populația satului Laskarevo era de 205 locuitori. Din punct de vedere etnic, majoritatea locuitorilor (96,58%) erau bulgari. Pentru 3,41% din locuitori nu este cunoscută apartenența etnică.